# Meryem Boz
Meryem Boz (Eskişehir, 3 febbraio 1988) è una pallavolista turca, opposto del Bahçelievler.

## Carriera

### Club
La sua carriera inizia nel 2005 tra le file dell'İller Bankası, dove resta per cinque stagioni senza vincere alcun trofeo. Nella stagione 2010-11 si trasferisce in Polonia, per giocare nel Trefl Sopot, in Liga Siatkówki Kobiet. Già nella stagione successiva torna a giocare nell'İller Bankası.
Nell'annata 2012-13 viene ingaggiata dal Fenerbahçe, mentre in quella successiva gioca nell'Halkbank. Nel campionato 2014-15 cambia nuovamente club, andando a giocare nel Bursa BB, con cui vince la Challenge Cup, dove viene premiata come miglior giocatrice. Resta a Bursa anche nel campionato seguente, vestendo però la maglia del Nilüfer.
Nella stagione 2016-17 approda al neopromosso Seramiksan di Turgutlu, per due annate. Nel campionato 2018-19 difende i colori del Galatasaray, che lascia nel campionato seguente per accasarsi nell'Aydın BB, dove gioca un biennio. Nella stagione 2021-22 viene ingaggiata dal VakıfBank, con cui si aggiudica tutti i tornei a cui prende parte nel corso dell'annata, ossia la Supercoppa turca, la Coppa di Turchia, lo scudetto, il campionato mondiale per club e la Champions League. Fa quindi ritorno al Fenerbahçe nella stagione seguente, vincendo ancora una Supercoppa turca, due scudetti e una Coppa di Turchia.
Nel campionato 2024-25 si accasa nel Bahçelievler, neopromosso nella massima divisione turca.

### Nazionale
Nell'estate del 2009 viene convocata per la prima volta in nazionale, disputando anche il campionato europeo, mentre un anno dopo vince la sua prima medaglia, il bronzo alla European League. In seguito si aggiudica la medaglia d'argento all'European League 2015, la medaglia di bronzo al campionato europeo 2017 e quella d'argento alla Volleyball Nations League 2018, seguita da un altro argento al campionato europeo 2019. Nel 2021 vince la medaglia di bronzo alla Volleyball Nations League e al campionato europeo.

## Palmarès

### Club
- Campionato turco: 3

2021-22, 2022-23, 2023-24
- Coppa di Turchia: 2

2021-22, 2023-24
- Supercoppa turca: 2

2021, 2022
- Campionato mondiale per club: 1

2021
- Champions League: 1

2021-22
- Challenge Cup: 1

2014-15

### Nazionale (competizioni minori)
- European League 2010
- European League 2015
- Montreux Volley Masters 2018

### Premi individuali
- 2015 - Challenge Cup: MVP
- 2020 - Qualificazioni europee ai Giochi della XXXII Olimpiade: MVP